# Acanthogorgia boninensis
Acanthogorgia boninensis is een zachte koraalsoort uit de familie Acanthogorgiidae. De koraalsoort komt uit het geslacht Acanthogorgia. Acanthogorgia boninensis werd in 1931 voor het eerst wetenschappelijk beschreven door Aurivillius. 